# Der Mann im Schilf
Der Mann im Schilf ist die deutsche Verfilmung eines Romans von George Saiko aus dem Jahre 1978. Unter der Regie von Manfred Purzer spielen Jean Sorel, Erika Pluhar, Nathalie Delon und Bernhard Wicki die Hauptrollen.

## Handlung
Österreich 1934. Nach drei Jahren der Forschungsgrabungen in Heraklion auf der griechischen Insel Kreta kehrt der junge Archäologe Robert in seine Heimat, nach Salzburg, zurück. Er findet das Land stark verändert vor, die politischen und sozialen Spannungen haben massiv zugenommen. Grund seiner Heimkehr ist vor allem die Dauerverlobung mit Hanna, die Robert „pietätvoll, sanft und feige“, wie er sagt, lösen möchte, da er sich in Loraine, die Gattin seines britischen Arbeitgebers, des ständig betrunkenen Sir Gerald, verliebt hat. Doch bald treten diese privaten Dinge in den Hintergrund, als es zum Putsch deutsch-nationalsozialistischer Kräfte kommt und dabei der österreichische Bundeskanzler Engelbert Dollfuß ermordet wird. Hanna, nicht eben entscheidungsstark in dieser privaten Angelegenheit, will versuchen, in ihrer Beziehung zu retten was zu retten ist, und bittet Robert um ein Treffen in einem abgelegenen Schlosshotel in der Nähe eines von Schilf umwachsenen Sees. 
Doch gerade hier, in der Idylle, wo die große Weltpolitik besonders fern erscheint, kommt es zur Katastrophe: Dorfbewohner wie Feriengäste geraten inmitten bewaffneter Auseinandersetzungen zwischen die Fronten der politischen Gegner: auf der einen Seite handeln die Putschisten und auf der anderen die Verteidiger der österreichischen Souveränität, die Heimwehrverbände. In diesen Strudel des Schreckens gerät auch ein harmloser Taubstummer, der in dieser aufgeheizten Stimmung plötzlich gelyncht werden soll. Jetzt aber greift Robert ein und bekennt erstmals auch politisch Farbe. Um den zum Sündenbock erkorenen, namenlosen Landstreicher zu schützen, erfindet der Archäologe einen ominösen "Mann im Schilf", ein Phantom seiner Inspiration, ein Phantasiewesen, und bringt sich damit selbst in Lebensgefahr. Doch schließlich gerät ausgerechnet Hanna, die Unentschiedene und Ausweichende, in die Mühlen der politischen Unruhen und wird zu ihrem Opfer.

## Produktionsnotizen
Der Mann im Schilf wurde an 37 Drehtagen zwischen dem 28. Juni und dem 18. August 1978 gedreht, Drehorte waren Reicheneibach, Hagenau, Kreta, Salzburg, Simaae und Burghausen. Am 25. Oktober 1978 wurde der Film fertiggestellt, am Tag darauf der FSK erstmals vorgelegt und schließlich am 31. Oktober 1978 in Stuttgart uraufgeführt.
Die Filmbauten entwarf Peter Rothe, die Kostüme Charlotte Flemming. Georg Föcking und Rudolf Geiger übernahmen die Produktionsleitung.

## Kritiken
„Der Film versucht, einen Zusammenhang zwischen dem zeitgeschichtlichen Hintergrund und dem individuellen Schicksal herzustellen, was ihm jedoch nur bedingt gelingt.“

„Psychogramme? Gebräunte Bilder aus Österreich von Manfred Purzer.“

„"Spannungslos, gleichgültig und langweilig" fand die Kritik den Spielfilm (1978) des rechten Filmfunktionärs Manfred Purzer.“